# Achimenes wielkokwiatowy
Achimenes wielkokwiatowy (Achimenes grandiflora (Schiede) DC.) – gatunek rośliny z rodziny ostrojowatych (Gesneriaceae Dumort.). Występuje naturalnie w Meksyku i Ameryce Centralnej.

## Rozmieszczenie geograficzne
Rośnie naturalnie w Panamie, Kostaryce, Nikaragui, Hondurasie, Salwadorze, Gwatemali oraz Meksyku (w stanach Chiapas i Oaxaca).

## Morfologia
PokrójDorasta do wysokości około 40–60 cm. Ma cienkie, owłosione, zielone lub czerwone pędy.
LiścieSą wąskie, owłosione i szorstkie. Mają ciemnozieloną barwę na górnej powierzchni oraz bladozieloną lub czerwoną od spodu. Mają 15 cm długości i 8 cm szerokości. Więdną i żółkną pod koniec lata – po okresie kwitnienia.
KwiatyWyrastają z kątów ułożonych na krzyż liści. Są w kształcie rurki zbudowanej z 5 płatków. Mają czerwonawo-fioletową barwę z białym wnętrzem. Dorastają do 4 cm długości i 4 cm średnicy.

## Biologia i ekologia
Rośnie w górach. Występuje na wysokości do około 2450 m n.p.m. Kwitnie od końca czerwca do września (każdy kwiat kwitnie tylko kilka dni, natomiast po przekwitnięciu jednych pojawiają się następne). Lubi stanowiska jasne, jednak nie w pełnym nasłonecznieniu. Najlepiej rośnie w temperaturze 16–18 °C. Za granicę krytyczną uwaga się 7–8 strefę mrozoodporności – roślina może być uszkadzana przy temperaturze poniżej 5 °C. Preferuje glebę próchniczą, dobrze przepuszczalną. Najlepiej rośnie na podłożu o odczynie obojętnym – od 6 do 7,5 pH.

## Zastosowanie
Ma zastosowanie w handlu jako doniczkowa roślina ozdobna. Wyhodowano wiele odmian o kwiatach w różnych kolorach.

## Choroby i szkodniki
Gdy powietrze jest zbyt suche, roślina może być atakowana przez mszyce (Aphidoidea). Z kolei gdy wilgotność powietrza jest zbyt duża na roślinie może rozwijać się mączniak.